# Verwaltungsgebäude Potsdamer Straße 188–192

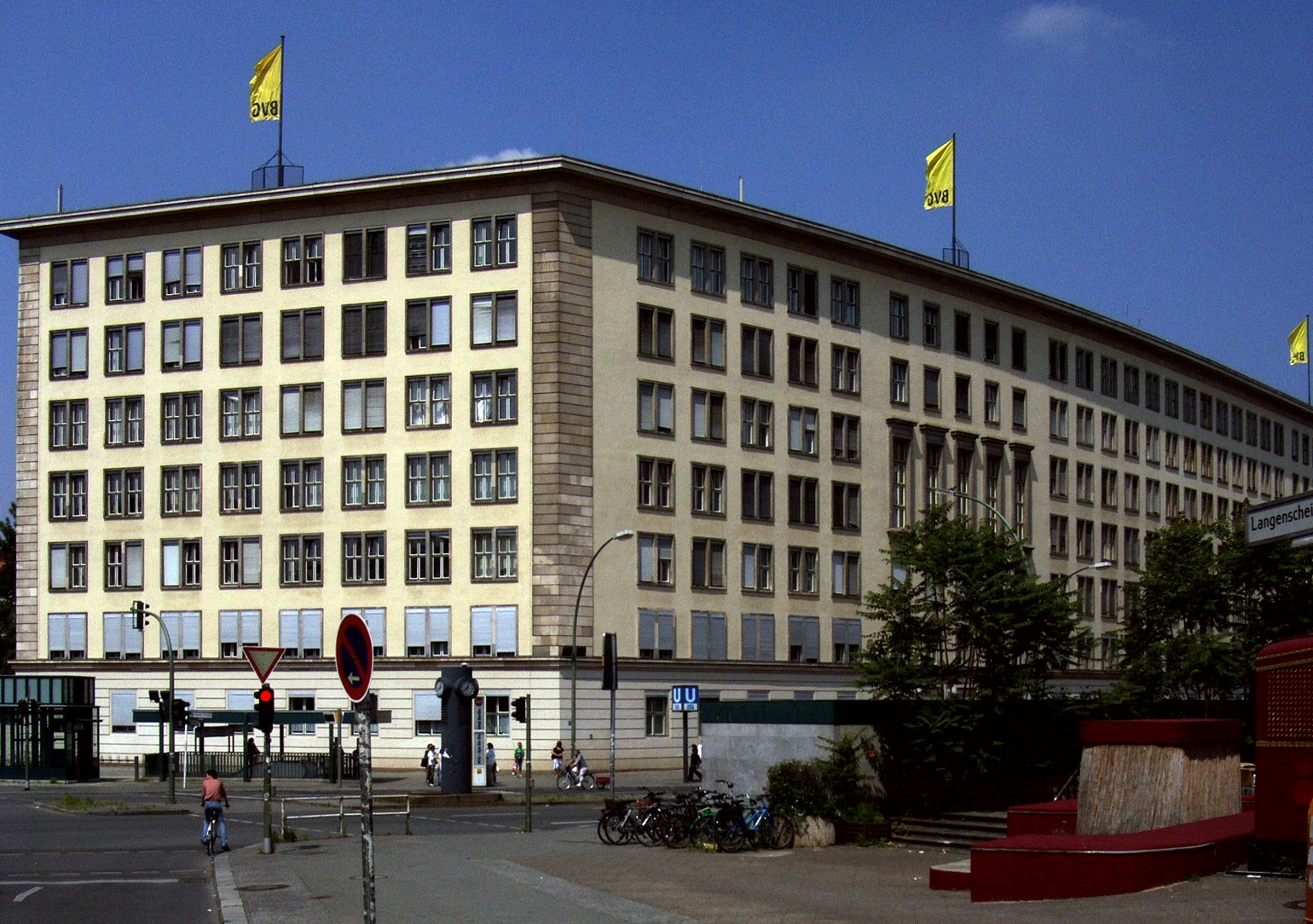
Das Gebäude in der Potsdamer Straße 188–192 im Jahr 2007

Das Verwaltungsgebäude Potsdamer Straße 188–192 befindet sich im Berliner Ortsteil Schöneberg an der Ecke Potsdamer Straße und Grunewaldstraße. Das Gebäude wurde von 1938 bis 1939 nach Entwürfen der Architekten Seidel und Lorenz als Verwaltungsgebäude für die Bauleitung der Reichsautobahn errichtet. Das Nachbargebäude Potsdamer Straße 192 wurde ebenfalls von 1938 bis 1939 als Hauptsitz für die Deutsche Milchwirtschaft gebaut. Beide Gebäude entstanden im Rahmen der – in der Zeit des Nationalsozialismus geplanten – Neugestaltung Berlins zu einer „Welthauptstadt Germania“ und stehen heute unter Denkmalschutz. Von 1945 bis 2008 nutzten die Berliner Verkehrsbetriebe (BVG) das Gebäude als Hauptverwaltung.

## Lage und Umgebung

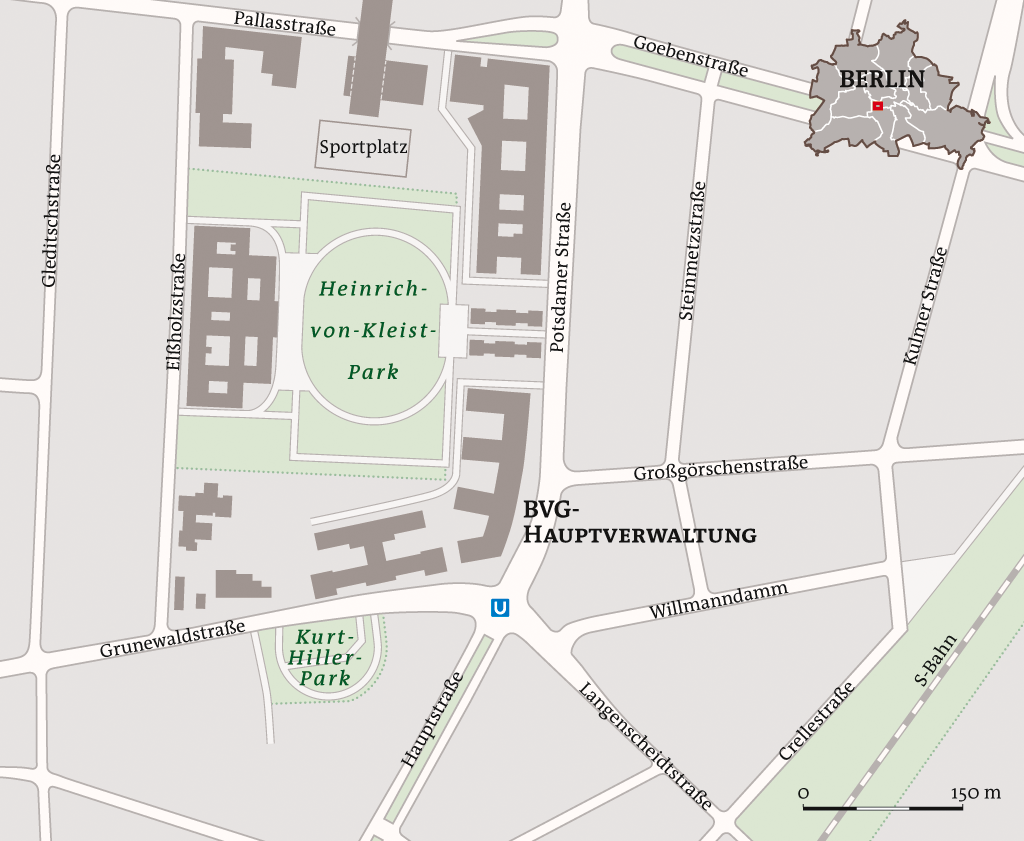
Umgebungsplan

Das Gebäude befindet sich am südlichen Ende der Potsdamer Straße kurz vor deren Übergang zur Hauptstraße. Von Osten mündet die Großgörschenstraße in die Potsdamer Straße und bildet dabei eine Sichtachse auf die Fassade. Nördlich des Gebäudes, und etwas in der Baulinie zurückgesetzt, befinden sich die Königskolonnaden von 1780, die jedoch erst 1910 an ihren heutigen Standort versetzt wurden. Im Süden des Gebäudes kreuzen sich Potsdamer/Hauptstraße mit der Grunewald-/Langenscheidtstraße. An dieser Kreuzung befinden sich auch die Eingänge zum U-Bahnhof Kleistpark der Linie U7. An der Rückseite des Gebäudekomplexes liegt der Heinrich-von-Kleist-Park. An dessen westlicher Seite steht der Bau des Kammergerichtes (Berliner Oberlandesgericht).

## Nutzungsgeschichte
Ab 1939 nutzten die Bauleitung der Reichsautobahn und die Hauptvereinigung der Deutschen Milchwirtschaft das Gebäude.
Nach dem Zweiten Weltkrieg bezog die BVG Mitte Mai 1945 den Gebäudeteil Potsdamer Straße 188 und nutzte ihn als Hauptverwaltung, da das BVG-Gebäude in der Köthener Straße 12, früher Sitz der Hochbahngesellschaft, bei einem alliierten Luftangriff im November 1943 zerstört worden war. Im September 1947 erwarb die BVG in der Potsdamer Straße zwei weitere Verwaltungsgebäude: das Kathreinerhaus (Nr. 186) sowie das Franckhaus (Nr. 184).
Den Gebäudeteil Potsdamer Straße 192 nutzte nach dem Zweiten Weltkrieg die Berliner Senatsverwaltung für Wirtschaft und Kredit. Diese zog im Februar 1956 von dort in das Olex-Haus. Anschließend bezog die BVG auch diesen Gebäudeteil. Nach über 50-jähriger Nutzung zog die BVG im August 2008 aus dem Gebäude Potsdamer Straße 188–192 aus und nutzt seither das Trias-Gebäude in der Nähe des Bahnhofs Jannowitzbrücke als zentrale Verwaltung. Das Gebäude an der Potsdamer Straße wurde zusammen mit den weiteren Gebäuden in der Potsdamer Straße und dem Gebäude an der Rosa-Luxemburg-Straße 2 (nahe dem Alexanderplatz) für 36 Millionen Euro verkauft an die Colonia Real Estate AG und Strategic Value Partners.
Anschließend erwarb die Intown Gruppe das Objekt.
Im Dezember 2013 bezog die Hochschule der populären Künste (hdpk) das Gebäude Potsdamer Straße 188. Es dient nun der akademischen Bildung für Musik und Medien. Seit 2015 hat die myToys.de GmbH ihren Hauptsitz im Gebäudeteil Potsdamer Straße 192 und nutzt dort für etwa 750 Arbeitsplätze 11.000 m² Nutzfläche.